# La Gaceta (Манагуа)
«La Gaceta» — ежедневная газета, одно из крупнейших печатных изданий Никарагуа.
Являлась официальным печатным изданием правительства Никарагуа в 1912—1979 годы.

## История
Газета была создана в 1912 году. Название дано по образцу ранее существовавшей газеты «Gaceta del Gobierno Supremo del Estado de Nicaragua» (которую начали печатать 3 июня 1848 года в городе Леон по распоряжению правительства Х. Герреро, но 14 апреля 1849 года, после выхода 38 номеров — закрыли в связи с переносом столицы из Леона в Манагуа).
Типографская краска и газетная бумага для выпуска газеты (также как для всех остальных печатных изданий страны) импортировались, так как в стране они не производились.
Именно в этой газете публиковались законы и правительственные сообщения.
В ходе землетрясения 23 декабря 1972 года офис газеты пострадал, но в дальнейшем её издание возобновилось.
После победы Сандинистской революции летом 1979 года газета прекратила своё существование.